# Храм Веспасіана
Храм Веспасіана і Тита — руїни античного храму на Римському форумі.

## Історія
Будівництво храму почалося за рішенням Сенату після смерті імператора Веспасіана в 79 році і завершено за Доміціана приблизно у 87 році. Храм присвятили Флавію Веспасіану та його сину Титу. Храм Веспасіана і Тита — будівля, завдовжки 33 і завширшки 22 м. У приміщенні знаходився подіум, на якому стояли статуї двох обожнених імператорів. Від колонади залишилися всього лише три колони коринфського капітелю заввишки близько 15 м.

## Галерея

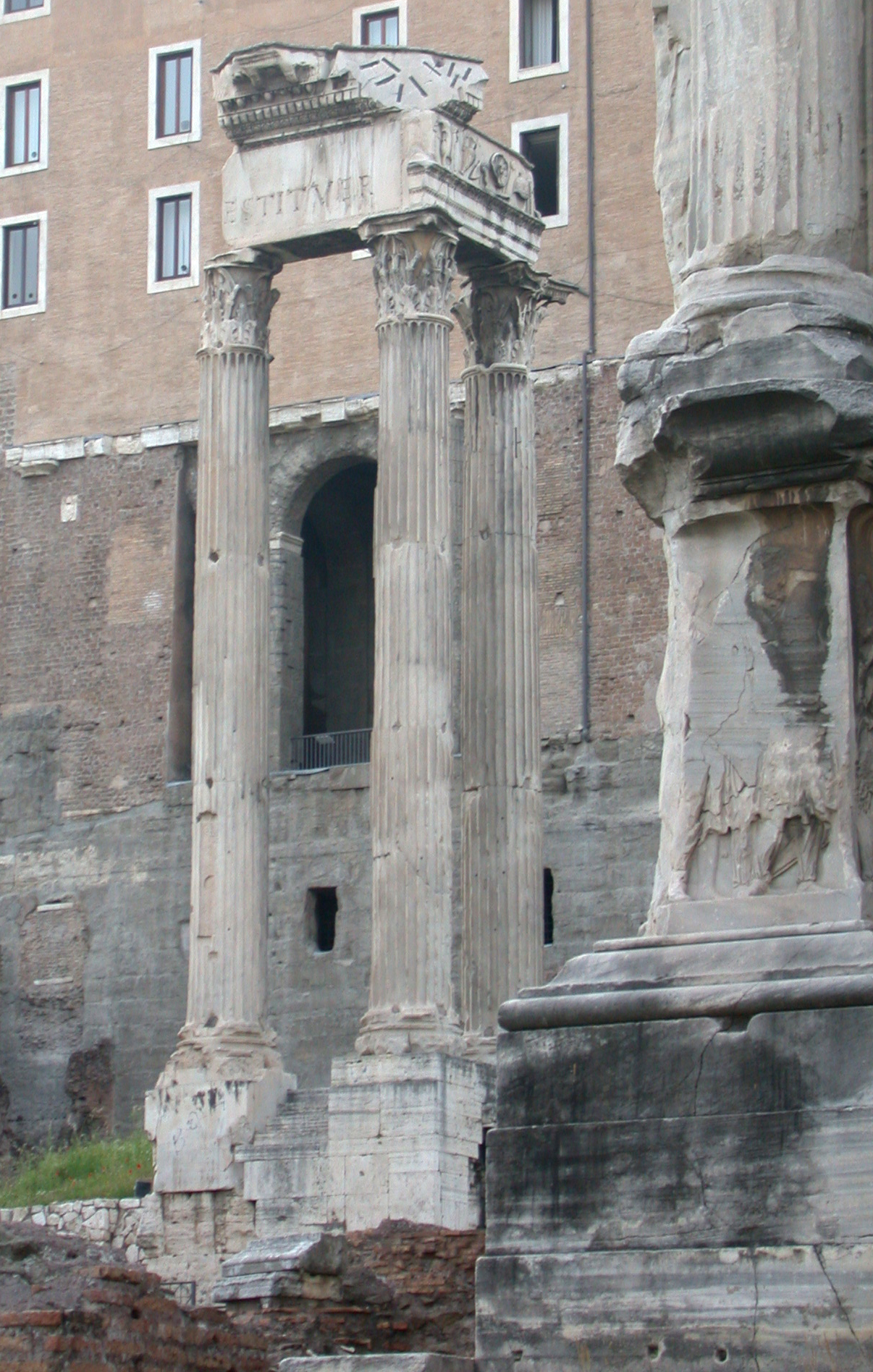
Храм Веспасіана і Тита
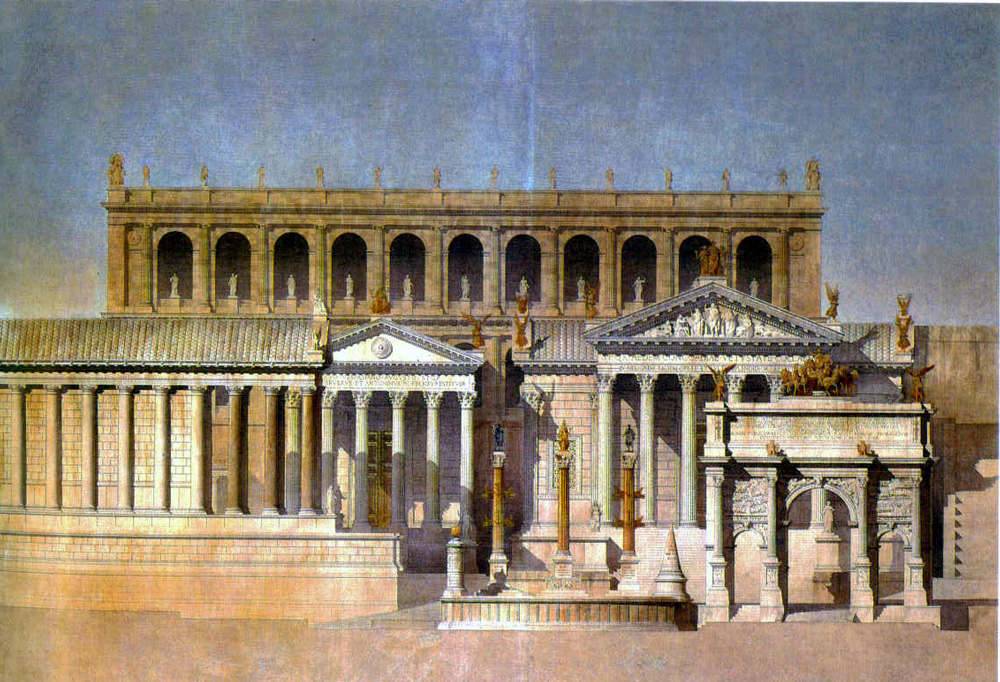
Антична реконструкція (з правої сторони Храм Сатурна)
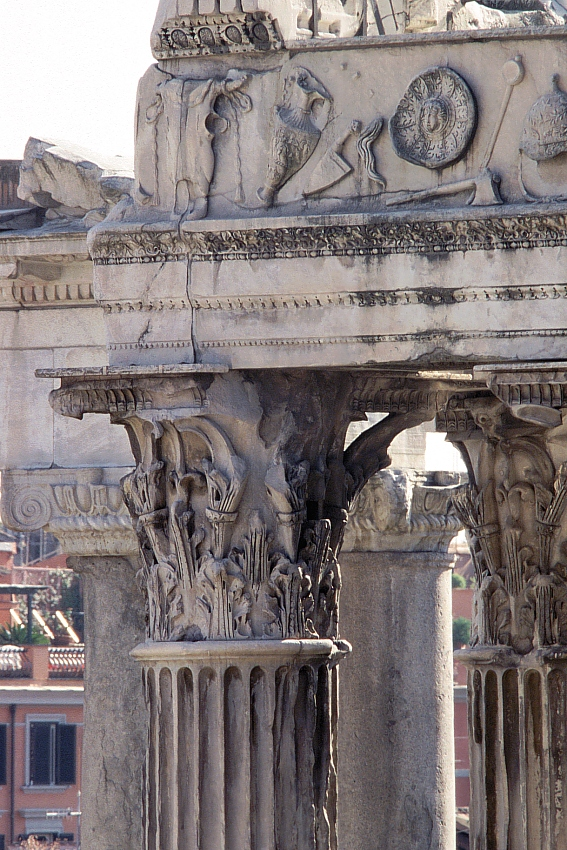
Храм прикрашений фризом.